# Google Hangouts
Google Hangouts var et instant messaging- og VoIP-klient fra Google. I februar 2015 blev Google Talk erstattet af Google Hangouts.
Google Hangouts er som udgangspunkt gratis at bruge, men via Google Apps for Work kan man få adgang til ekstra funktioner.
I 2022 lukkede Google Hangouts og blev til Google Chat.